# Juventud Comunista del Ecuador

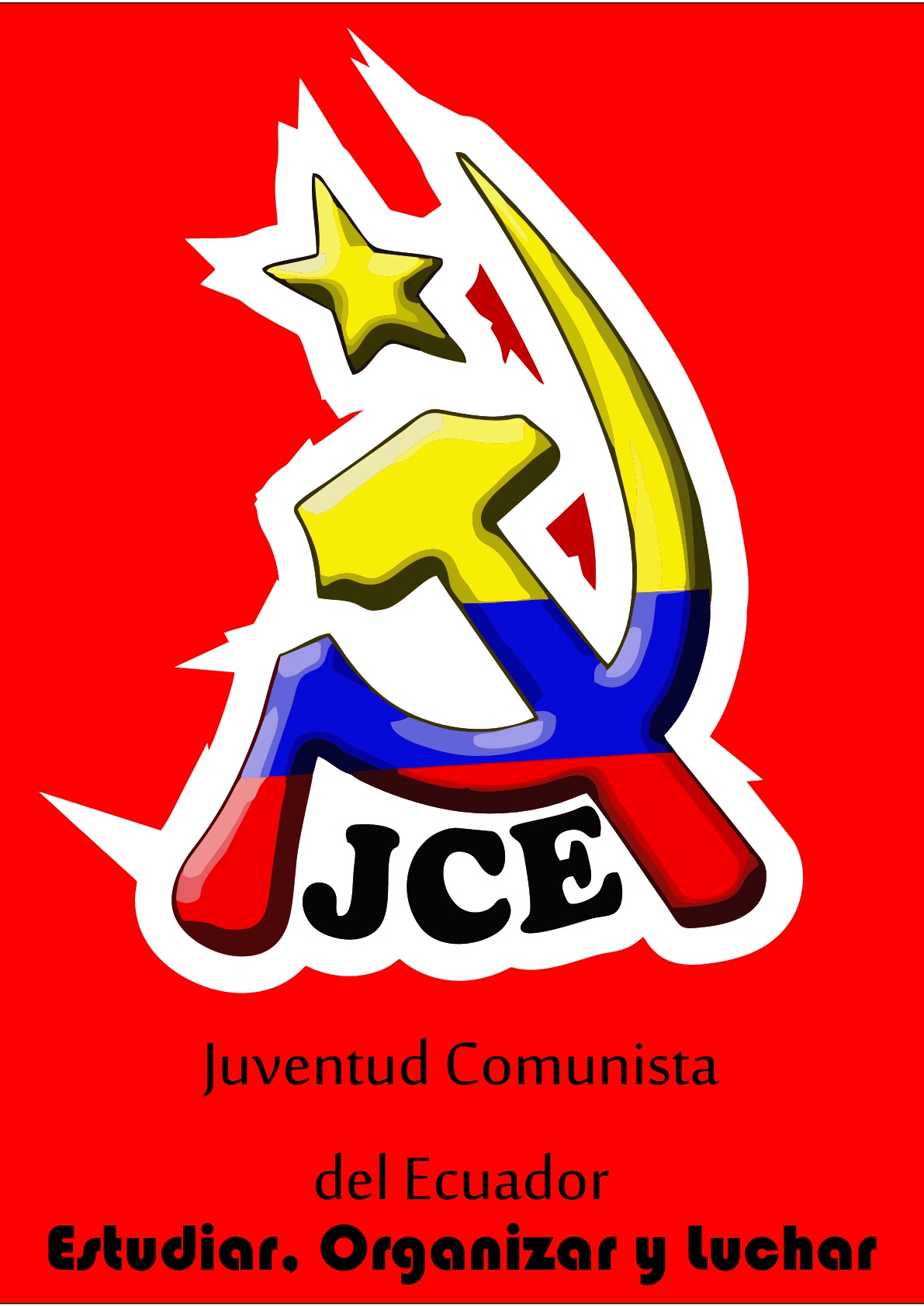

La Juventud Comunista del Ecuador (JCE) es una organización política juvenil de Ecuador que se orienta por los principios del socialismo científico, del marxismo-leninismo y en la línea política y programa del Partido Comunista del Ecuador.

## Breve reseña histórica
La JCE fue creada por el Partido Comunista del Ecuador (PCE) el 27 de agosto de 1929, naciendo inicialmente con el nombre de Federación Juvenil Comunista.
Ha participado activamente en las luchas populares de la historia del Ecuador, ejerciendo su influencia en espacios fundamentalmente de jóvenes (estudiantes, trabajadores) y movimientos sociales del país.
Impulsó la creación de la Federación de Estudiantes Universitarios del Ecuador (FEUE) en 1942, como un espacio de organización de los universitarios conscientes de la necesidad de transformaciones sociales a través del estudio y aportes científicos para los cambios sociales, el posicionamiento ideológico claro y de avanzada; y, la vinculación comunitaria que rompa con la concepción puramente académica de la formación universitaria y genere empatía con las necesidades e intereses del pueblo.

## Relación con el PCE
La Juventud Comunista del Ecuador mantiene independencia orgánica del PCE, aplicando sus propios métodos, pero guiada por el programa y la línea política del Partido.

## La JCE en el contexto actual del Ecuador
Afirma "aplicar creadoramente el marxismo-leninismo desechando dogmatismos, entendiendo la situación histórica concreta que reafirma las leyes del desarrollo social y la vigencia de avanzar revolucionariamente hacia una organización social de justicia y desarrollo humano, hacia el socialismo, superando las taras y errores del pasado".
Luego del VII Congreso de la JCE, realizado en noviembre de 2008, la JCE sigue un proceso de fortalecimiento que no se truncó por el atentado criminal que se cometió contra su secretario general Edwing Pérez en 2010. 

## Atentado en la Universidad de Guayaquil y asesinato del Secretario General de la JCE
El mediodía del 25 de octubre del 2010 Edwing Pérez, entonces Secretario General de la JCE, fue agredido brutalmente en la entrada a la Facultad de Jurisprudencia de la Universidad de Guayaquil por Neptalí Ramírez Loor alias “El Alacrán”, elemento de la política universitaria vinculado a los movimientos Sociedad Patriótica y Madera de Guerrero, quien bajo el membrete del Movimiento Independiente Universitario (MIU) golpeó a Pérez con un objeto contundente ocasionando su trasladado urgente a un hospital de la ciudad, donde permaneció más de dos semanas en estado de coma, falleciendo posteriormente el 10 de noviembre.
Mientras estuvo hospitalizado el joven Pérez recibió las visitas de Ricardo Patiño y del presidente ecuatoriano Rafael Correa, quienes expresaron su indignación por este atentado. Además de la visita del gobernador del Guayas, Roberto Cuero, quien se comprometió en la investigación y captura del criminal.